# Anne-Sophie Barthez
Anne-Sophie Barthez, née en septembre 1972, est une universitaire, juriste et haute fonctionnaire française, directrice générale de l'enseignement supérieur et de l'insertion professionnelle de 2019 à 2024.

## Biographie

### Jeunesse et formation
Anne-Sophie Barthez est titulaire d'un doctorat en droit en 2000, après avoir soutenu la thèse La transmission universelle des obligations : étude comparée en droit des successions et en droit des sociétés (2000) et agrégée de droit privé en 2001.

### Carrière professionnelle
Le 1er septembre 2001, elle est titularisée professeur des universités et nommée à l'université de Cergy-Pontoise. Après en avoir été doyen de la Faculté de droit (2006-2008), elle est vice-présidente de l'université de Cergy-Pontoise de 2008 à 2015. 
En parallèle de son enseignement, elle préside la Communauté d'universités et établissements (Comue) Université Paris-Seine depuis 2013, fonction à laquelle est réélue en 2015,.
En juin 2017, elle est nommée « conseillère formations » au sein du cabinet de Frédérique Vidal, puis le 17 juillet 2019, directrice générale de l'enseignement supérieur et de l'insertion professionnelle en 2019.

## Distinction
Le 15 mai 2015, Anne-Sophie Barthez est nommée au grade de chevalier dans l'ordre national du Mérite au titre de « présidente de la communauté d'universités et d'établissements Paris-Seine ; 19 ans de services ».